# Tominotus communis
Tominotus communis är en insektsart som först beskrevs av Philip Reese Uhler 1877.  Tominotus communis ingår i släktet Tominotus och familjen taggbeningar. Inga underarter finns listade i Catalogue of Life.